# PGC 72900
LEDA/PGC 72900, auch UGC 12846, ist eine Radiogalaxie im Sternbild Pegasus am Nordsternhimmel. Sie ist schätzungsweise 84 Millionen Lichtjahre von der Milchstraße entfernt und hat einen Durchmesser von etwa 50.000 Lichtjahren. Vom Sonnensystem aus entfernt sich das Objekt mit einer errechneten Radialgeschwindigkeit von näherungsweise 1.700 Kilometern pro Sekunde.
Die Typ-IIP Supernova SN 2007od wurde hier beobachtet.
Im selben Himmelsareal befinden sich unter anderem die Galaxien PGC 73026, PGC 73044, PGC 1552773, PGC 1558433.